# VVV in het seizoen 2002/03
Dit artikel geeft een overzicht van VVV in het seizoen 2002/2003.

## Transfers

### Aangetrokken spelers
| Naam                | Nationaliteit  | Vorige club                       |
| ------------------- | -------------- | --------------------------------- |
| Zomer               |                |                                   |
| Jacob van den Belt  | Nederland      | RBC Roosendaal                    |
| Marc Eberle         | Duitsland      | Roda JC (gehuurd)                 |
| Christophe Geebelen | België         | KFC Verbroedering Geel            |
| Bas Jacobs          | Nederland      | Patro Maasmechelen                |
| Nico Leijsten       | Nederland      | PSV (gehuurd)                     |
| Ben Mbemba          | Congo-Kinshasa | RSC Anderlecht                    |
| Marcel Meeuwis      | Nederland      | Willem II (gehuurd)               |
| Djimmie van Putten  | Nederland      | Eigen jeugd                       |
| Ardon de Waard      | Nederland      | Stormvogels/Telstar               |
| Koen Wins           | België         | Excelsior Veldwezelt              |
| Winter              |                |                                   |
| Kevin Begois        | België         | KV Mechelen (gehuurd van Roda JC) |
| Martijn van Galen   | Nederland      | KV Mechelen                       |
| Ken Leemans         | België         | KV Mechelen (gehuurd van Roda JC) |

### Vertrokken spelers
| Naam               | Nationaliteit | Nieuwe club                     |
| ------------------ | ------------- | ------------------------------- |
| Zomer              |               |                                 |
| Dries Driessen     | Nederland     | De Treffers                     |
| Remco Evers        | Nederland     | RKSV Schijndel                  |
| Maurice Graef      | Nederland     | Gestopt (assistent-trainer VVV) |
| Erwin Heijink      | Nederland     | RKVV Bergeijk                   |
| Ruud Kool          | Nederland     | Gestopt                         |
| Jeroen van Moorsel | Nederland     | SV Deurne                       |
| Niels Nielen       | Nederland     | SV Venray                       |
| Krist Porte        | België        | KVK Beringen                    |
| John Roox          | Nederland     | Gestopt                         |
| Boy Seijkens       | Nederland     | TOP Oss                         |
| Oswald Snip        | Nederland     | KFC Rapide Wezemaal             |

## Oefenwedstrijden
| №  | Datum           | Thuis                  | Uit           | Uitslag |
| -- | --------------- | ---------------------- | ------------- | ------- |
| 1  | 12 juli 2002    | SV Roggel              | VVV           | 0 – 8   |
| 2  | 13 juli 2002    | VVV                    | Roda JC       | 0 – 2   |
| 3  | 19 juli 2002    | VVV                    | De Graafschap | 0 – 0   |
| 4  | 20 juli 2002    | Wilhelmina '08         | VVV           | 1 – 3   |
| 5  | 24 juli 2002    | VVV                    | Willem II     | 1 – 0   |
| 6  | 27 juli 2002    | SV Meerssen            | VVV           | 0 – 1   |
| 7  | 30 juli 2002    | SV Straelen            | VVV           | 2 – 0   |
| 8  | 2 augustus 2002 | KFC Verbroedering Geel | VVV           | 2 – 2   |
| 9  | 14 januari 2003 | Alemannia Aachen       | VVV           | 2 – 1   |
| 10 | 17 januari 2003 | sc Heerenveen          | VVV           | 3 – 2   |
| 11 | 23 januari 2003 | Roda JC                | VVV           | 1 – 0   |

## Eerste divisie
| №  | Datum             | Thuis               | Uit                 | Uitslag |
| -- | ----------------- | ------------------- | ------------------- | ------- |
| 1  | 16 augustus 2002  | Stormvogels/Telstar | VVV                 | 2 – 0   |
| 2  | 23 augustus 2002  | VVV                 | Heracles Almelo     | 1 – 3   |
| 3  | 30 augustus 2002  | Cambuur Leeuwarden  | VVV                 | 4 – 1   |
| 4  | 13 september 2002 | VVV                 | TOP Oss             | 1 – 1   |
| 5  | 20 september 2002 | Emmen               | VVV                 | 2 – 0   |
| 6  | 27 september 2002 | VVV                 | Helmond Sport       | 3 – 2   |
| 7  | 4 oktober 2002    | FC Volendam         | VVV                 | 4 – 2   |
| 8  | 18 oktober 2002   | VVV                 | Go Ahead Eagles     | 0 – 3   |
| 9  | 25 oktober 2002   | BV Veendam          | VVV                 | 3 – 2   |
| 10 | 1 november 2002   | VVV                 | Haarlem             | 3 – 0   |
| 11 | 8 november 2002   | VVV                 | Sparta Rotterdam    | 2 – 4   |
| 12 | 15 november 2002  | FC Den Bosch        | VVV                 | 1 – 2   |
| 13 | 22 november 2002  | VVV                 | FC Dordrecht        | 1 – 2   |
| 14 | 29 november 2002  | FC Eindhoven        | VVV                 | 0 – 2   |
| 15 | 6 december 2002   | VVV                 | MVV                 | 0 – 1   |
| 16 | 13 december 2002  | ADO Den Haag        | VVV                 | 5 – 1   |
| 17 | 28 januari 2003   | VVV                 | Fortuna Sittard     | 0 – 0   |
| 18 | 7 februari 2003   | Heracles Almelo     | VVV                 | 1 – 0   |
| 19 | 14 februari 2003  | VVV                 | Emmen               | 1 – 1   |
| 20 | 18 februari 2003  | VVV                 | Stormvogels/Telstar | 2 – 1   |
| 21 | 21 februari 2003  | TOP Oss             | VVV                 | 2 – 0   |
| 22 | 26 februari 2003  | VVV                 | Cambuur Leeuwarden  | 1 – 1   |
| 23 | 7 maart 2003      | Helmond Sport       | VVV                 | 2 – 1   |
| 24 | 14 maart 2003     | VVV                 | FC Volendam         | 2 – 2   |
| 25 | 21 maart 2003     | Go Ahead Eagles     | VVV                 | 2 – 0   |
| 26 | 4 april 2003      | VVV                 | BV Veendam          | 0 – 1   |
| 27 | 11 april 2003     | Haarlem             | VVV                 | 0 – 0   |
| 28 | 18 april 2003     | Sparta Rotterdam    | VVV                 | 1 – 3   |
| 29 | 25 april 2003     | VVV                 | FC Den Bosch        | 2 – 2   |
| 30 | 2 mei 2003        | FC Dordrecht        | VVV                 | 0 – 1   |
| 31 | 9 mei 2003        | VVV                 | FC Eindhoven        | 3 – 1   |
| 32 | 16 mei 2003       | Fortuna Sittard     | VVV                 | 2 – 3   |
| 33 | 23 mei 2003       | VVV                 | ADO Den Haag        | 0 – 3   |
| 34 | 30 mei 2003       | MVV                 | VVV                 | 1 – 2   |

1. ↑  Gespeeld in Den Haag na speelverbod door burgemeester Jan Schrijen.

## KNVB Beker
Groepsfase, groep 11:
| Zaterdag 10 augustus 2002, 18:00                                        | Gemert                               | 2-2 (1-1) | VVV               | Opstelling Gemert | Opstelling VVV |  |
| Stadion: Sportpark Molenbroek, Gemert Toeschouwers: 900 Arbiter: Luinge | Van Lankveld 15' Van der Reijken 58' |           | 23' Ammi 56' Ammi | Fleuren, Van Zutven 65' ( Geerts), Van der Linden, Martens, Van Lee, Van Lankveld 79' ( Jacobs), Smits, Van Lieshout 66' ( Van Schijndel), Hoffmans, Geurts, Van der Reijken | Wins, Verhappen, Verdellen , Grootaert 70' ( Joosten), Eberle, Jans 80', Zegers 78' ( Timmermans), Van Bergen 70' ( De Waard), Ammi, Hofstede, Jacobs |  |
| Stadion: Sportpark Molenbroek, Gemert Toeschouwers: 900 Arbiter: Luinge |                                      |           |                   | Fleuren, Van Zutven 65' ( Geerts), Van der Linden, Martens, Van Lee, Van Lankveld 79' ( Jacobs), Smits, Van Lieshout 66' ( Van Schijndel), Hoffmans, Geurts, Van der Reijken | Wins, Verhappen, Verdellen , Grootaert 70' ( Joosten), Eberle, Jans 80', Zegers 78' ( Timmermans), Van Bergen 70' ( De Waard), Ammi, Hofstede, Jacobs |  |
| Stadion: Sportpark Molenbroek, Gemert Toeschouwers: 900 Arbiter: Luinge |                                      |           |                   | Fleuren, Van Zutven 65' ( Geerts), Van der Linden, Martens, Van Lee, Van Lankveld 79' ( Jacobs), Smits, Van Lieshout 66' ( Van Schijndel), Hoffmans, Geurts, Van der Reijken | Wins, Verhappen, Verdellen , Grootaert 70' ( Joosten), Eberle, Jans 80', Zegers 78' ( Timmermans), Van Bergen 70' ( De Waard), Ammi, Hofstede, Jacobs |  |
|                                                                         |                                      |           |                   | | |  |

Groepsfase, groep 11:
| Dinsdag 13 augustus 2002, 20:00                                      | VVV        | 1-0 (1-0) | Fortuna Sittard | Opstelling VVV | Opstelling Fortuna Sittard |  |
| Stadion: Stadion De Koel, Venlo Toeschouwers: 1.099 Arbiter: Luijten | Jacobs 17' |           |                 | Wins, Verhappen, Verdellen , Grootaert, Eberle, Joosten , Zegers, De Waard, Hofstede, Mbemba 71' ( Ammi), Jacobs 87' ( Timmermans) | Bertjens, Emeran, Akerboom, Steegs, Klimek 81' ( Janssen), Van der Hoeven , Mészáros, Cagnazzo 74' ( El Gaaouiri), Gommans 4' ( Rajcomar), Van Barneveld, Tychon |  |
| Stadion: Stadion De Koel, Venlo Toeschouwers: 1.099 Arbiter: Luijten |            |           |                 | Wins, Verhappen, Verdellen , Grootaert, Eberle, Joosten , Zegers, De Waard, Hofstede, Mbemba 71' ( Ammi), Jacobs 87' ( Timmermans) | Bertjens, Emeran, Akerboom, Steegs, Klimek 81' ( Janssen), Van der Hoeven , Mészáros, Cagnazzo 74' ( El Gaaouiri), Gommans 4' ( Rajcomar), Van Barneveld, Tychon |  |
| Stadion: Stadion De Koel, Venlo Toeschouwers: 1.099 Arbiter: Luijten |            |           |                 | Wins, Verhappen, Verdellen , Grootaert, Eberle, Joosten , Zegers, De Waard, Hofstede, Mbemba 71' ( Ammi), Jacobs 87' ( Timmermans) | Bertjens, Emeran, Akerboom, Steegs, Klimek 81' ( Janssen), Van der Hoeven , Mészáros, Cagnazzo 74' ( El Gaaouiri), Gommans 4' ( Rajcomar), Van Barneveld, Tychon |  |
|                                                                      |            |           |                 | | |  |

Groepsfase, groep 11:
| Dinsdag 20 augustus 2002, 18:30 | Schijndel/Datelnet | 1-1 (1-0) | VVV          | Opstelling Schijndel/Datelnet         | Opstelling VVV |  |
| Stadion: Sportpark Zuideinderpark, Schijndel Toeschouwers: 650 Arbiter: Smit | Manneh 4'          |           | 80' Geebelen | Bouwmans, Manneh, Vorstenbosch, Evers | Van den Belt, Ammi, Verdellen , Grootaert, Eberle 46' ( De Waard), Joosten, Zegers, Van Bergen 85' ( Jans), Hofstede, Geebelen, Jacobs 46' ( Mbemba) |  |
| Stadion: Sportpark Zuideinderpark, Schijndel Toeschouwers: 650 Arbiter: Smit |                    |           |              | Bouwmans, Manneh, Vorstenbosch, Evers | Van den Belt, Ammi, Verdellen , Grootaert, Eberle 46' ( De Waard), Joosten, Zegers, Van Bergen 85' ( Jans), Hofstede, Geebelen, Jacobs 46' ( Mbemba) |  |
| Stadion: Sportpark Zuideinderpark, Schijndel Toeschouwers: 650 Arbiter: Smit |                    |           |              | Bouwmans, Manneh, Vorstenbosch, Evers | Van den Belt, Ammi, Verdellen , Grootaert, Eberle 46' ( De Waard), Joosten, Zegers, Van Bergen 85' ( Jans), Hofstede, Geebelen, Jacobs 46' ( Mbemba) |  |
| Bijz.: Wedstrijd in de 48e minuut een kwartier gestaakt i.v.m. onweer. VVV plaatst zich als winnaar van Groep 11 samen met Schijndel/Datelnet (nummer twee) voor de volgende bekerronde. |                    |           |              |                                       | |  |

Tweede ronde:
| Vrijdag 11 oktober 2002, 20:00                                     | VVV           | 1-0 (1-0) | FC Eindhoven | Opstelling VVV | Opstelling FC Eindhoven |  |
| Stadion: Stadion De Koel, Venlo Toeschouwers: 1.200 Arbiter: Oskam | Grootaert 31' |           |              | Van den Belt, Verhappen, Verdellen , Grootaert, Eberle, Hofstede 73' ( Ammi), Meeuwis, Zegers, Geebelen, Mbemba 90' ( Jans), Jacobs | Need, Prommayon, Thijssens 40' ( Kerkhof), Hese , Stam 46' ( Jongbloets), Temrjoekov, Van Kallen, Van Huijksloot, Van de Langenberg, Konings 68' ( Meurs), Wellens |  |
| Stadion: Stadion De Koel, Venlo Toeschouwers: 1.200 Arbiter: Oskam |               |           |              | Van den Belt, Verhappen, Verdellen , Grootaert, Eberle, Hofstede 73' ( Ammi), Meeuwis, Zegers, Geebelen, Mbemba 90' ( Jans), Jacobs | Need, Prommayon, Thijssens 40' ( Kerkhof), Hese , Stam 46' ( Jongbloets), Temrjoekov, Van Kallen, Van Huijksloot, Van de Langenberg, Konings 68' ( Meurs), Wellens |  |
| Stadion: Stadion De Koel, Venlo Toeschouwers: 1.200 Arbiter: Oskam |               |           |              | Van den Belt, Verhappen, Verdellen , Grootaert, Eberle, Hofstede 73' ( Ammi), Meeuwis, Zegers, Geebelen, Mbemba 90' ( Jans), Jacobs | Need, Prommayon, Thijssens 40' ( Kerkhof), Hese , Stam 46' ( Jongbloets), Temrjoekov, Van Kallen, Van Huijksloot, Van de Langenberg, Konings 68' ( Meurs), Wellens |  |
| Bijz.: VVV plaatst zich voor de volgende bekerronde.               |               |           |              | | |  |

Derde ronde:
| Dinsdag 3 december 2002, 20:00                                       | VVV          | 1-2 (1-1) | AGOVV                          | Opstelling VVV | Opstelling AGOVV |  |
| Stadion: Stadion De Koel, Venlo Toeschouwers: 1.124 Arbiter: Koopman | Geebelen 45' |           | 44' Lopes Monteiro 90' Juliana | Wins, Verhappen 90' ( Mbemba), Eberle, Grootaert , Leijsten 72' ( De Waard), Meeuwis, Hofstede, Zegers, Ammi, Geebelen, Jacobs 46' ( Timmermans) | Dijkman, Nuesink, Aguilar Aguilera, Van Putten, Kök, De Vries, Patty 57' ( Juliana), Brouwer, Pater 90' ( Lindeman), Lopes Monteiro, Meekels |  |
| Stadion: Stadion De Koel, Venlo Toeschouwers: 1.124 Arbiter: Koopman |              |           |                                | Wins, Verhappen 90' ( Mbemba), Eberle, Grootaert , Leijsten 72' ( De Waard), Meeuwis, Hofstede, Zegers, Ammi, Geebelen, Jacobs 46' ( Timmermans) | Dijkman, Nuesink, Aguilar Aguilera, Van Putten, Kök, De Vries, Patty 57' ( Juliana), Brouwer, Pater 90' ( Lindeman), Lopes Monteiro, Meekels |  |
| Stadion: Stadion De Koel, Venlo Toeschouwers: 1.124 Arbiter: Koopman |              |           |                                | Wins, Verhappen 90' ( Mbemba), Eberle, Grootaert , Leijsten 72' ( De Waard), Meeuwis, Hofstede, Zegers, Ammi, Geebelen, Jacobs 46' ( Timmermans) | Dijkman, Nuesink, Aguilar Aguilera, Van Putten, Kök, De Vries, Patty 57' ( Juliana), Brouwer, Pater 90' ( Lindeman), Lopes Monteiro, Meekels |  |
| Bijz.: Verdellen geschorst. VVV uitgeschakeld.                       |              |           |                                | | |  |

## Statistieken
| №           | Naam                | Geboren    | Competitie | Competitie | Beker | Beker |      |      |
| №           | Naam                | Geboren    | Duels      | Goals      | Duels | Goals |      |      |
| Doel        | Doel                | Doel       | Doel       | Doel       | Doel  | Doel  | Doel | Doel |
| ----------- | ------------------- | ---------- | ---------- | ---------- | ----- | ----- | ---- | ---- |
|             | Kevin Begois        | 13-05-1982 | 9          | 0          | 0     | 0     |      |      |
|             | Jacob van den Belt  | 13-05-1982 | 3          | 0          | 2     | 0     |      |      |
|             | Maarten van Elst    | 15-10-1980 | 0          | 0          | 0     | 0     |      |      |
|             | Koen Wins           | 26-03-1978 | 23         | 0          | 3     | 0     |      |      |
| Verdediging |                     |            |            |            |       |       |      |      |
|             | Ahmed Ammi          | 19-01-1981 | 32         | 1          | 5     | 2     |      |      |
|             | Marc Eberle         | 03-06-1980 | 22         | 1          | 5     | 0     |      |      |
|             | Roy Grootaert       | 17-11-1978 | 25         | 0          | 5     | 1     |      |      |
|             | Dave Joosten        | 18-10-1980 | 13         | 0          | 3     | 0     |      |      |
|             | Ken Leemans         | 05-01-1983 | 10         | 1          | 0     | 0     |      |      |
|             | Nico Leijsten       | 01-05-1982 | 18         | 0          | 1     | 0     |      |      |
|             | Djimmie van Putten  | 18-05-1984 | 0          | 0          | 0     | 0     |      |      |
|             | Sjors Verdellen     | 29-11-1981 | 33         | 0          | 4     | 0     |      |      |
|             | Ruud Verhappen      | 18-10-1982 | 17         | 0          | 4     | 0     |      |      |
| Middenveld  |                     |            |            |            |       |       |      |      |
|             | Tom van Bergen      | 09-09-1981 | 9          | 0          | 2     | 0     |      |      |
|             | Guido Beurskens     | 24-08-1983 | 0          | 0          | 0     | 0     |      |      |
|             | Paul Jans           | 05-08-1981 | 23         | 0          | 3     | 0     |      |      |
|             | Edwin Linssen       | 28-08-1980 | 17         | 0          | 0     | 0     |      |      |
|             | Marcel Meeuwis      | 31-10-1980 | 24         | 5          | 2     | 0     |      |      |
|             | Tom Timmermans      | 07-08-1983 | 18         | 0          | 3     | 0     |      |      |
|             | Ardon de Waard      | 02-03-1977 | 18         | 0          | 4     | 0     |      |      |
|             | Rob Zegers          | 27-09-1979 | 33         | 3          | 5     | 0     |      |      |
| Aanval      |                     |            |            |            |       |       |      |      |
|             | Christophe Geebelen | 12-03-1978 | 20         | 4          | 3     | 2     |      |      |
|             | Martijn van Galen   | 18-12-1970 | 16         | 2          | 0     | 0     |      |      |
|             | Bernard Hofstede    | 22-09-1980 | 33         | 7          | 5     | 0     |      |      |
|             | Bas Jacobs          | 02-10-1979 | 31         | 16         | 5     | 1     |      |      |
|             | Ben Mbemba          | 06-08-1982 | 21         | 2          | 4     | 0     |      |      |

ADO Den Haag · 
Cambuur Leeuwarden · 
FC Den Bosch · 
FC Dordrecht · 
FC Eindhoven · 
Emmen · 
Fortuna Sittard · 
Go Ahead Eagles · 
Haarlem ·
Helmond Sport · 
Heracles Almelo · 
MVV · 
Sparta Rotterdam · 
Stormvogels Telstar · 
TOP Oss · 
BV Veendam · 
FC Volendam · 
VVV